# Anisozyga longiuscula
Anisozyga longiuscula är en fjärilsart som beskrevs av Louis Beethoven Prout 1916. Anisozyga longiuscula ingår i släktet Anisozyga och familjen mätare. Inga underarter finns listade i Catalogue of Life.